# Meary James Thurairajah Tambimuttu
Meary James Thurairajah Tambimuttu (15 août 1915 au Sri Lanka - 23 juin 1983 à Londres) est un poète, éditeur et critique srilankais d'expression anglaise.
Il étudia à Colombo avant de partir pour Londres où il commença en 1938 à écrire pour un petit magazine, Poetry London, qui devait prendre une certaine importance dans les décennies suivantes. Il se consacra également à la poésie et à la publication d'autres livres, puis il travailla comme éditeur aux États-Unis.

## Référence
- Tambimuttu: Bridge between Two Worlds (1989) edited by Jane Williams, Peter Owen, London.  (ISBN 0-7206-0718-3).